# Joseph Heller
Pour les articles homonymes, voir Heller.
Joseph Heller, né à Brooklyn le 1er mai 1923 et mort à East Hampton le 12 décembre 1999, est un auteur américain mondialement connu pour ses écrits satiriques concernant la Seconde Guerre mondiale, notamment Catch 22.

## Biographie
Joseph Heller est né en 1923 à Coney Island. Il rentra dans l'armée de l'air en 1942 et part combattre en Italie en 1944 comme mitrailleur sur bombardier moyen B-25.
Rentré aux États-Unis il reprend ses études, travaille dans la publicité et commence à écrire.
Son premier roman, Catch 22, fut publié en 1961 aux États-Unis et en 1964 en France sous le titre de L'Attrape-nigaud. Il est en partie inspiré par son expérience personnelle et constitue une satire féroce de l'armée et de la Seconde Guerre mondiale. Le succès de ce roman fut tel que son titre est entré dans le langage courant anglais et désigne aujourd'hui une situation perdant-perdant.
Il meurt le 12 décembre 1999 d'une crise cardiaque à East Hampton.

## Romans
- Catch 22 (1961)
- Panique (1979)
- Franc comme l'or (1981)
- Dieu sait (1984)
- On ferme (1994)
- Portrait of an Artist, as an Old Man (2000)
- Pièce de théâtre intitulée We Bombed in New - Heaven (1967) qui reprend les thèmes de Catch 22 sur l'absurdité de la guerre en y ajoutant la culpabilité par rapport au sort des populations civiles bombardées[2]